# Território de Montenegro sob Ocupação Alemã
```
   |-
       |
Erro:
:  
valor não especificado para "
nome_comum
"

   |-
       | 
Erro:
:  
valor não especificado para "
continente
"
```

Uma área da província italiana de Montenegro foi ocupada pelas forças alemãs em setembro de 1943, após o Armistício de Cassibile, no qual o Reino da Itália capitulou e se juntou aos Aliados. As forças italianas recuaram da província e da vizinha Albânia. As forças alemãs ocuparam Montenegro, juntamente com a Albânia, e o território permaneceu sob ocupação alemã até a evacuação das forças do Eixo em dezembro de 1944. 
Durante a ocupação a área foi administrada tendo Wilhelm Keiper como representante geral. Ele foi inicialmente subordinado ao "Comandante Militar da Albânia e Montenegro" Theodor Geib até a primavera de 1944. Após esse período, o comando da área montenegrina de Keiper tornou-se independente e foi colocado diretamente sob o comando do comandante-em-chefe no sudeste da Europa, Alexander Löhr. Ljubomir Vuksanović tornou-se chefe do Conselho Administrativo Nacional criado em outubro de 1943 e nomeado oficialmente em novembro do mesmo ano.
Os Alemães e os seus colaboradores locais em Montenegro lutaram contra os Partidários Iugoslavos. Depois que os alemães se retiraram de Montenegro e evacuaram para a Áustria, o líder fascista Sekula Drljević tentou criar um governo no exílio no vizinho Estado Independente da Croácia (NDH), que era um quase-protetorado alemão. Drljević também criou o Exército Nacional Montenegrino, uma força militar criada por ele e pelo líder fascista croata Ante Pavelić. No entanto, o seu governo no exílio, conhecido como "Conselho de Estado Montenegrino", foi dissolvido após a queda do governo do NDH.
Montenegro foi posteriormente assumido pelos Partidários Iugoslavos de Josip Broz Tito, e tornou-se parte da Iugoslávia Federal Democrática.